# Altmärkische Wische
Altmärkische Wische ist eine kreisangehörige Gemeinde im Landkreis Stendal in Sachsen-Anhalt. Die Gemeinde gehört der Verbandsgemeinde Seehausen (Altmark) an.

## Geografie
Die Ortsteile der Gemeinde liegen südlich und südöstlich vom Sitz der Verbandsgemeinde in Seehausen (Altmark) in der Altmark im Norden von Sachsen-Anhalt.

### Gemeindegliederung
Zur Gemeinde Altmärkische Wische gehören vier Ortsteile mit kleineren Ansiedlungen:
- Falkenberg mit Biesehof (früher Groß Biesehof und Klein Biesehof) und Wipperhof (früher Schindelhöfe genannt)
- Lichterfelde mit Ferchlipp
- Neukirchen (Altmark) mit Schwarzhof
- Wendemark mit Burchardshof, Butterhof, Delkerhof, Elendhof, Engelshof, Neu Goldbeck, Parishof, Roggehof, Wiesenhof und Wöllmerstift

## Geschichte
Die Gemeinde Altmärkische Wische entstand am 1. Januar 2010 durch den Zusammenschluss der ehemals selbständigen Gemeinden Falkenberg, Lichterfelde, Neukirchen (Altmark) und Wendemark.
In einem Gebietsänderungsvertrag hatten die Gemeinderäte der Gemeinden Falkenberg (am 19. Januar 2009), Lichterfelde (am 19. Januar 2009), Neukirchen (Altmark) (am 9. Januar 2009) und Wendemark (am 16. Januar 2009) beschlossen ihre Gemeinden aufzulösen und zu einer neuen Gemeinde mit dem Namen Altmärkische Wische zu vereinigen. Dieser Vertrag wurde vom Landkreis als unterer Kommunalaufsichtsbehörde genehmigt und trat am 1. Januar 2010 in Kraft.

### Herkunft des Gemeindenamens
Sie wurde nach der Landschaft Wische in der nordöstlichen Altmark benannt.

## Religionen
Die Volkszählung in der Europäischen Union 2011 zeigte, dass von den 966 Einwohnern der Gemeinde Altmärkische Wische rund 24 % der evangelischen und rund 2 %  der katholischen Kirche angehörten.

## Politik

### Gemeinderat
Bei der Gemeinderatswahl am 26. Mai 2019 konnte die Wählergruppe Altmärkische Wische 9 Sitze erreichen. Ein Einzelbewerber erhielt einen Sitz. Zwei der 10 Gemeinderäte sind Frauen. Parteien traten nicht zur Wahl an.

### Wappen
Das Wappen und die Flagge wurden am 30. Januar 2014 durch den Landkreis genehmigt.
Blasonierung: „Gespalten von Silber und Grün; vorn ein goldbewehrter, halber roter Adler am Spalt mit ausgeschlagener roter Zunge, der Fang begleitet von einem grünen Seeblatt; hinten ein silberner Spaten, bedeckt mit einer aus vier Weizenähren bestehenden goldenen Garbe.“
Das von dem Hundisburger Thomas Rystau gestaltete Wappen ist vorn identisch mit dem der Verbandsgemeinde Seehausen und zeigt den märkischen Adler mit dem redenden Seeblatt (Seehausen). Spaten und Weizengarbe symbolisieren die Landwirtschaft in der Gemeinde. Die vier Ähren stehen für die Ortsteile und ehemaligen Gemeinden Falkenberg, Lichterfelde, Neukirchen (Altmark) und Wendemark.
Die Farben der Gemeinde sind Grün – Weiß.

### Flagge
Die Flagge ist grün – weiß (1:1) gestreift (Querformat: Streifen waagerecht verlaufend, Längsformat: Streifen senkrecht verlaufend) und mittig mit dem Gemeindewappen belegt.

## Wirtschaft und Infrastruktur
Im Ortsteil Falkenberg betreibt das Helmholtz-Zentrum für Umweltforschung eine Außenstelle.